# Eisenbahnunfall von Metz
Bei dem Eisenbahnunfall von Metz stürzte am 14. Oktober 1908 bei Metz, Michigan, USA, ein Zug von einer beschädigten Brücke in einen Kanal. 35 Menschen starben.
Durch einen Waldbrand war das Dorf Metz eingeschlossen und nur noch über die vorbeiführende Eisenbahnstrecke erreichbar. Deshalb wurde ein Zug zur Evakuierung des Ortes losgeschickt. Auf der Rückfahrt musste er eine Behelfsbrücke nutzen, die inzwischen durch den Brand schon beschädigt war und unter dem darüber fahrenden Zug zusammenbrach.